# Rene Sylva
Rene Sylva (enero de 1929 – 28 de diciembre de 2008) fue un botánico nativo hawaiano de Paia, Hawái. Fue uno de los únicos pescadores hawaianos nativos en hablar a favor de una prohibición de la pesca de las tortugas verdes. Después de renunciar a una vida dedicada a la pesca de la tortuga, se vio envuelto en la conservación de los ecosistemas nativos de Hawái. Ayuda de campo de botánicos renombrados tal como Otto Degener y el Dr. Harold St. John en la topografía de regiones remotas de las islas Hawái recolectando plantas nativas.
En 1976, Sylva se convirtió en el guardián del "Zoológico y Jardín Botánico de Maui" en Kahului (Hawái), que más tarde se conoció como la Jardín botánico de Maui Nui. Poco a poco cambió el énfasis del jardín de los animales exóticos hacia las plantas únicas de Maui, Moloka‘i, Lana‘i y Kaho‘olawe--siendo la creación del primer jardín botánico en el estado para centrarse en las plantas endémicas. Recogió personalmente y cultivó más de 200 especies de plantas nativas de los bosques secos tropicales, costeros de Hawái. Fue considerado una autoridad en la flora nativa del Maui County.
A lo largo de su vida, Sylva defendió apasionadamente ecosistemas hawaianos nativos. En un ensayo para la Sociedad de Plantas Nativos de Hawái, escribió:

“Es una buena cosa el clasificar las plantas en peligro de extinción, pero hay que darse cuenta de que esto no las salvó de la extinción. Simplemente les da la protección en el papel. Recuerdo cuando fue introducida la primera planta en la lista de especies en peligro de extinción el 26 de abril de 1978. Todavía está en esa lista hoy. Por lo que yo sé, ninguna planta nunca ha salido de la Lista de Especies en Peligro de Extinción. La única manera de que una planta pueda ser sacada de la lista es que se extinga. Para mí, esta es una manera vergonzosa e insultante de salvar plantas hawaianas"
Fue un elemento activo en muchas organizaciones de voluntarios, incluyendo el proyecto Honokowai de restauración y reforestación de Kaho‘olawe hasta que sufrió una apoplejía en 2006. Se le atribuye la tutoría de numerosos proyectos conservacionistas, incluyendo al dueño del vivero de plantas nativas, Anna Palomino, y paratxonomía Forest and Kim Starr. Por sus esfuerzos por conservar la flora y fauna raras y en peligro de extinción en Hawái, fue nombrada en su honor la especie de planta Tetramolopium sylvae, una especie en peligro de extinción en la familia Asteraceae.
Sylva sirvió como conductor de tanques para el ejército de los Estados Unidos durante la guerra de Corea.